# آتوبیانکی بیانکیا

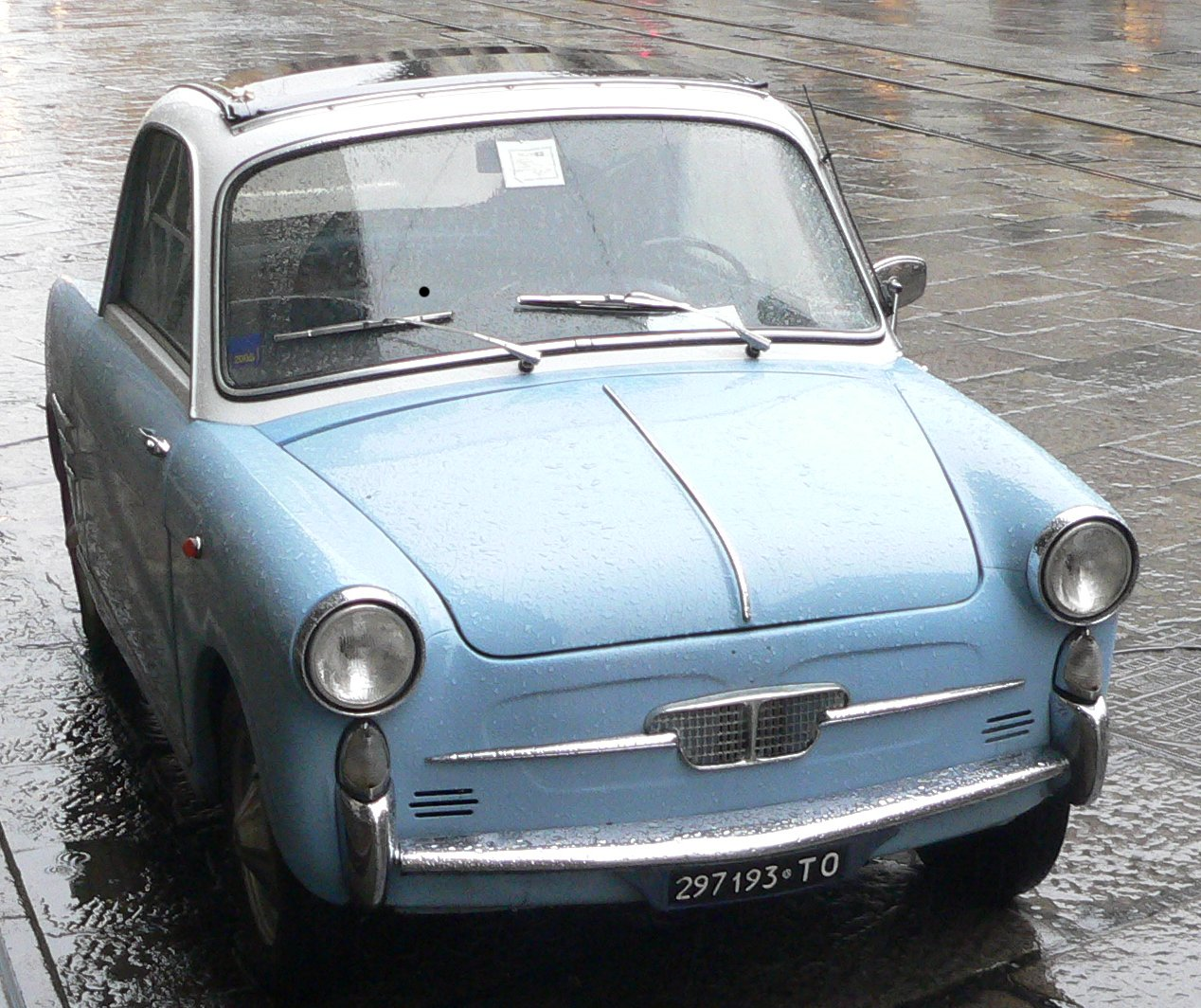

آتوبیانکی بیانکیا (Autobianchi Bianchina) خودرویی است که در سال‌های ۱۹۵۷–۱۹۷۰ توسط شرکت خودروسازی آوتوبیانکی تولید شده‌است.
این خودرو در کلاس خودرو شهری قرار گرفته، طراحی آن خودروهای موتور عقب-محور عقب بوده طول آن در حالت طبیعی ۳٬۰۲۰ میلیمتر (۱۱۹ اینچ)، عرض آن در حالت طبیعی ۱٬۳۴۰ میلیمتر (۵۳ اینچ)، ارتفاع آن در حالت طبیعی ۱٬۳۲۰ میلیمتر (۵۲ اینچ) و وزن آن در حالت طبیعی ۵۳۰ کیلوگرم (۱٬۱۷۰ پوند) است.

## نگارخانه

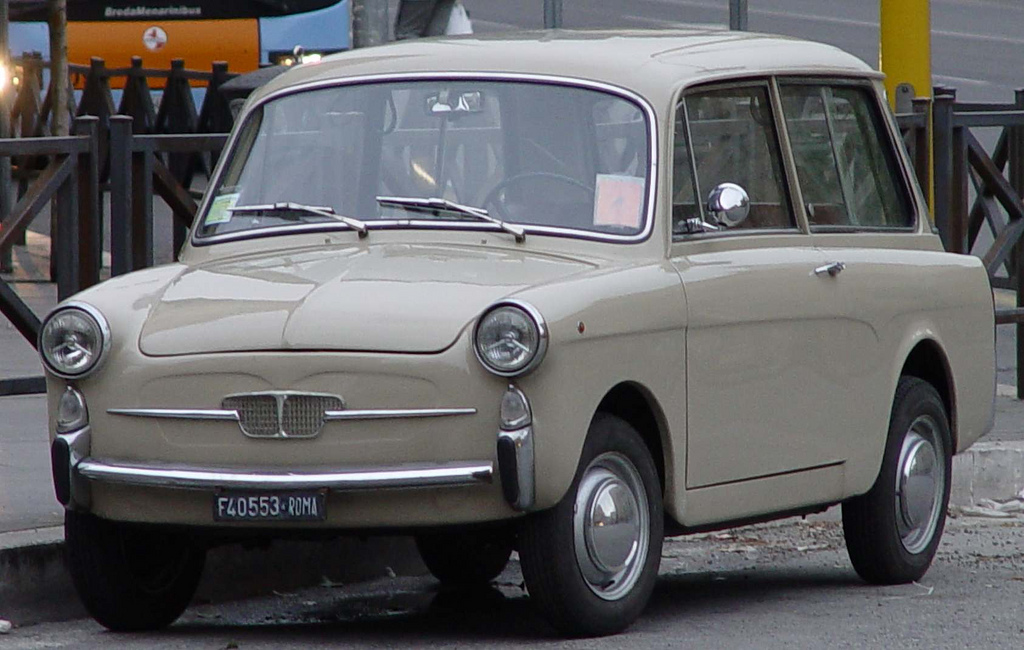
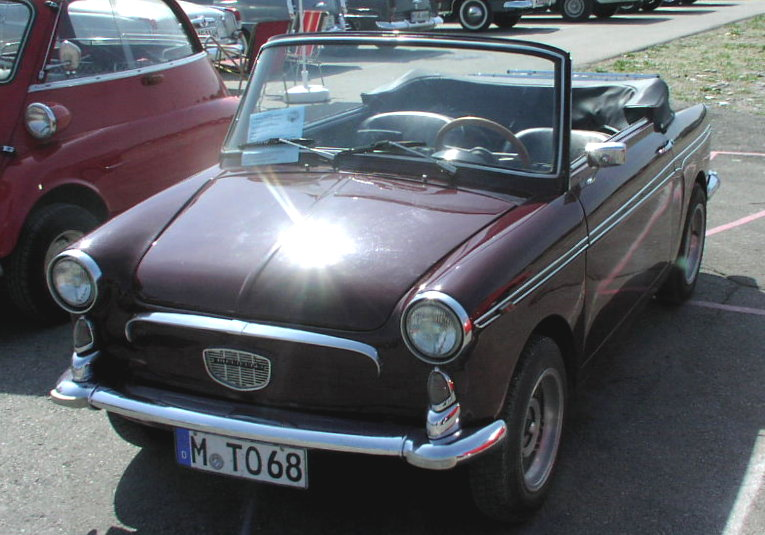
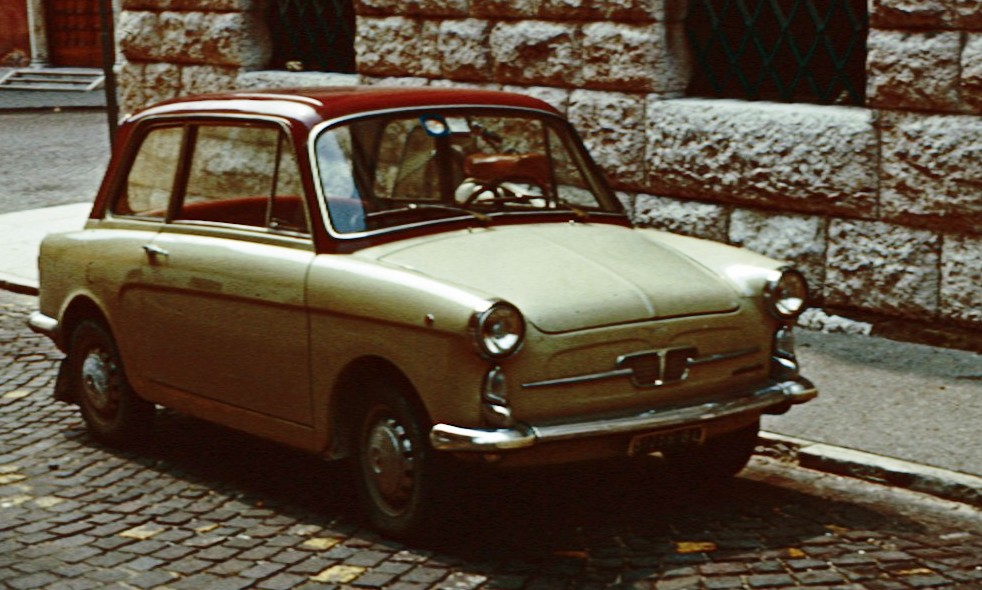
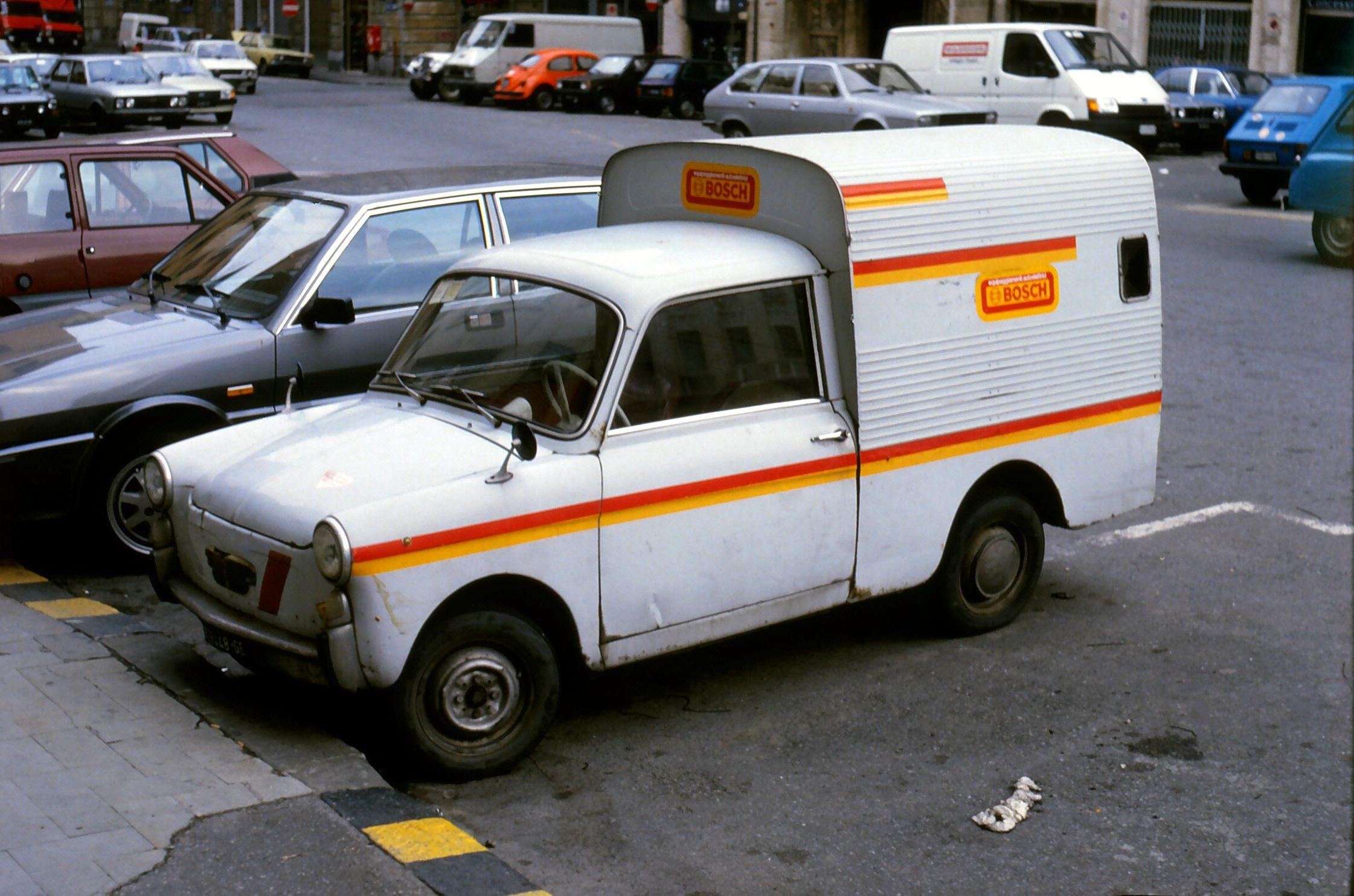